# Voltige cosaque
Pour les articles homonymes, voir Voltige.

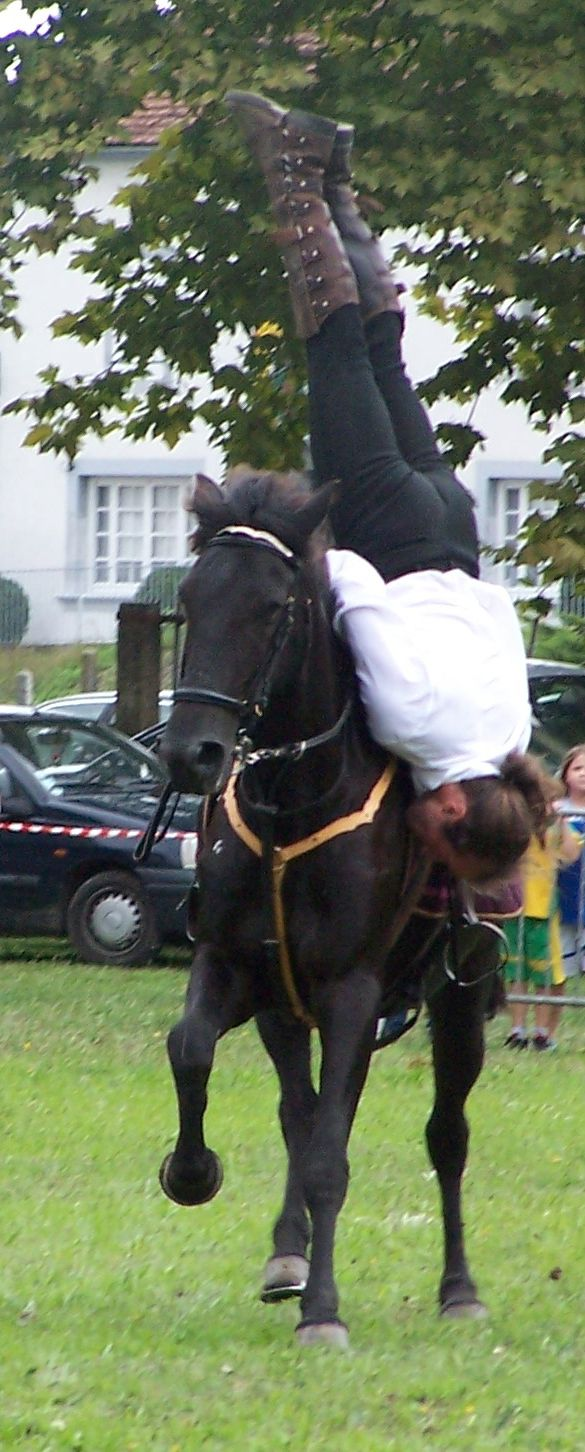

La voltige cosaque, djigitovka (du turc djigit, yiğit, désignant un jeune cavalier habile) ou voltige en ligne est un sport équestre qui se pratique avec une ligne droite, de 60 à 100 m, le cavalier lance son cheval au bout de la ligne au grand galop, lâche sa figure, revient en selle et arrête son cheval au bout de la ligne.
On peut aussi pratiquer cette voltige en cercle, sans longe, le cheval lancé à un galop rapide, le voltigeur exécute ces figures.
En France, cette discipline n'est pas référencée à la FFE, elle est enseignée de voltigeur à voltigeur.

## Historique
La voltige en ligne fut pratiquée par tous les peuples cavaliers depuis l'invention de l'étrier. Elle est d'origine guerrière servant à se dissimuler, feindre la mort ou même attaquer. Les cosaques, qui l'ont apprise des circassiens, l'ont beaucoup pratiquée ces derniers siècles, son exercice était codifié notamment dans le règlement de service cosaque de 1899 (paragraphes 205 et 209 : exercice obligatoire avec armes et selle pour tous les Cosaques et exercice libre pouvant être réalisé sans armes ou selle). C'est pourquoi on l'appelle de nos jours en russe djigitovka (du terme de langues turques djigit signifiant cavalier expérimenté) et en français voltige cosaque. En France, la voltige en ligne a longtemps été utilisée par les militaires, il était indispensable de savoir ramasser un objet lancé au grand galop sans descendre de cheval, une figure qui est maintenant pratiquée en horse-ball. 
La voltige était peu connue en Europe, et devint populaire grâce aux représentations de cirque ; l'Europe se réappropria la voltige selon ses propres règles, ce qui donna naissance à la voltige en cercle, où le cheval est à un tout petit galop et où une longe règle la vitesse du cheval. La voltige en ligne est désormais une discipline incontournable de la cascade équestre que ce soit en spectacle ou au cinéma.

## Figures
Parmi les nombreuses figures, on trouve (les noms varient selon les écoles) :
- La croix de la mort, le cavalier se pend par un étrier se retrouvant ainsi à la verticale tendant une jambe vers le ciel et les bras en croix parallèles au sol.
- La planche
- Le salut cosaque, le cavalier s'assoit autour du pommeau
- La salut au Tsar, le cavalier un pied à l'étrier, l'autre sur la selle et une main au pommeau
- Le couché sur l'encolure, le cavalier vient effectuer une planche mais sur l'encolure du cheval
- Le dissimulé, le voltigeur s'assoit sur un étrier, une main au pommeau en tendant la jambe dans le sens du cheval de façon à se retrouver à l'horizontale ce qui dissimule le cavalier.
- Le poirier
- Le poirier trainade par les mains
- L’alouette
- La croix, le cavalier s'assoit sur un des deux étriers et met ses bras en croix ; cela permettait au cavalier de tirer derrière lui.
- Les passages sous l'encolure et sous le ventre sont des figures de dissimulation.
- Les à terre à cheval et double à terre à cheval, où le cavalier descend, tape à terre et remonte.
- Les vire-tournes : la première, le cavalier tourne sur un étrier s'assoit sur l'encolure, envoie ses deux jambes au-dessus de la tête du cheval, tape à terre et remonte ; la deuxième, le cavalier tape à terre, tourne au-dessus de la selle, se reçoit sur l'encolure à l'envers et repart.
- La trainade : le voltigeur les deux pieds aux étriers se lâche dans le vide et laisse ses bras traîner au sol afin de feindre la mort.
- Le ramassage : le voltigeur garde les pieds dans les étriers pour plus de sécurité, le voltigeur se tient au pommeau et descend jusqu'à atteindre le sol afin de ramasser un quelconque objet.
- Le pied à l'étrier, ressemble à la trainade, mais cette fois le cavalier n'a plus qu'un pied à l'étrier
- Le drapeau : le voltigeur s'appuie sur les étriers et se met debout perpendiculaire au cheval et parallèle au sol.
- Le pistolet : on peut le faire de plusieurs façons, en bref le voltigeurs garde une jambe en contact avec la selle, se lève, tend l'autre jambe parallèlement au cheval ainsi qu'un bras tout en se tenant au pommeau.
- Le debout : le voltigeur se lève sur sa selle.
- L'à l'envers sur l'encolure: le cavalier s'assoit à l'envers sur l'encolure. Pour revenir sur selle, il devra taper au sol.
- La viretourne: le cavalier effectue un à terre à cheval qui le refera monter directement en à l'envers sur l'encolure
- La toupie
- La robinette: Le cavalier s'accroupit sur la selle avant d'effectuer un "salto" avant, tout en se tenant au pommeau et à la poignet. Il tape et remonte

Il est possible d'en inventer d'autres ou d’effectuer des figures à plusieurs sur un cheval.

## Matériel

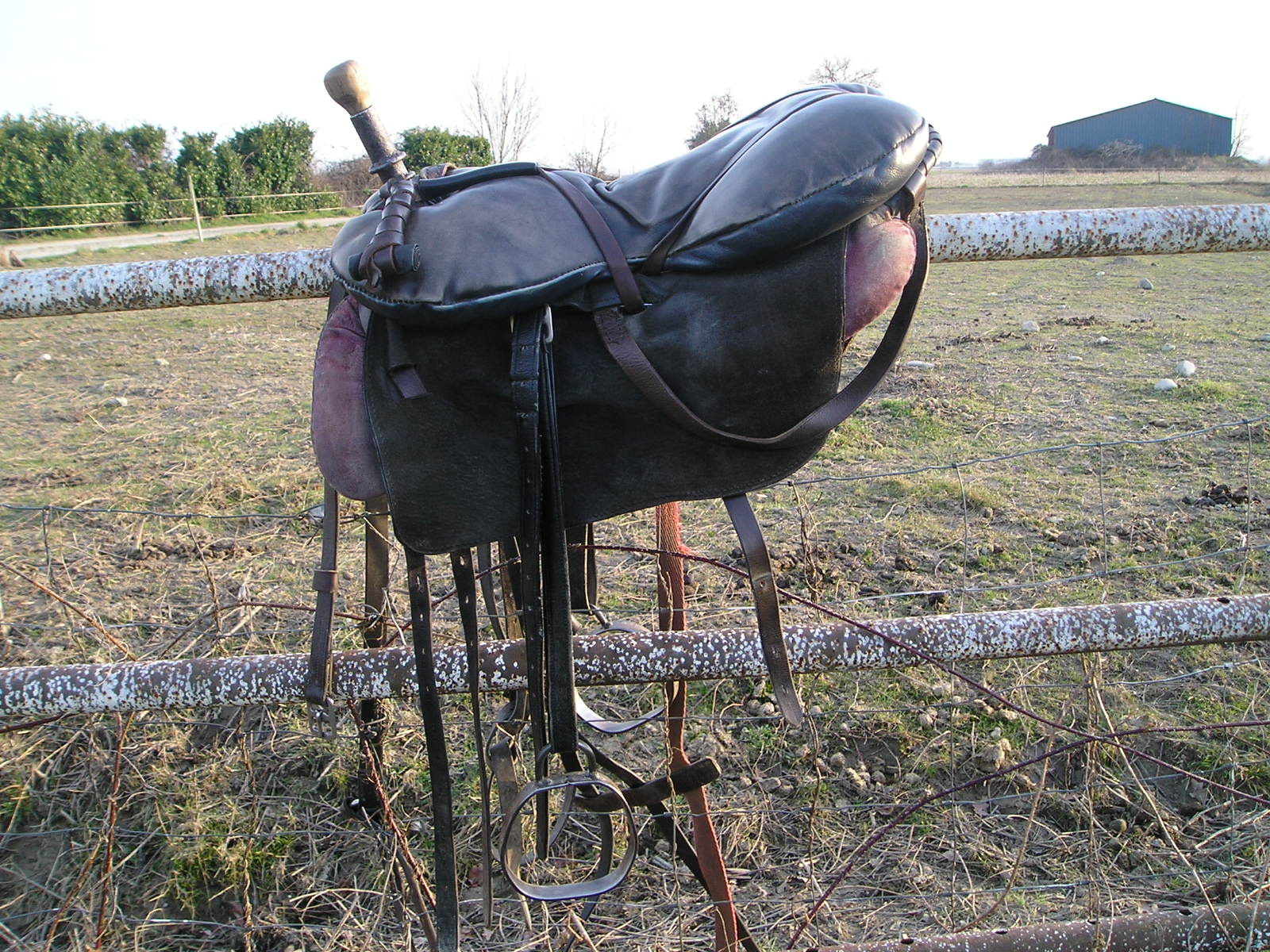
Selle de voltige

On utilise une selle spéciale pour voltiger. Les principales caractéristiques d'une selle de voltige sont que les étriers sont attachables et dotée d'un pommeau. Les selles cosaques cependant sont de nos jours très appréciées, elles sont matelassées, faciles à faire, très solides et des très bonne qualité, et surtout les cosaques ont inventé une petite poignée flexible accrochée au pommeau appelée le « tarrachok ». Elles possèdent également un collier de chasse et généralement trois sangles ventrales afin d'assurer la stabilité de la selle. Ensuite, le nombre, le type, le positionnement, etc. des différentes poignets dépendra du bourrelier et du client. 